# Ziridava xylinaria
Ziridava xylinaria är en fjärilsart som beskrevs av Walker 1863. Ziridava xylinaria ingår i släktet Ziridava och familjen mätare. Inga underarter finns listade i Catalogue of Life.